# Volba prezidenta Československa 1918
Volba prezidenta Československa proběhla 14. listopadu 1918 na prvním zasedání Revolučního národního shromáždění v Thunovském paláci v prostorách bývalého českého zemského sněmu na pražské Malé Straně. Tomáš Garrigue Masaryk byl ve své nepřítomnosti zvolen aklamací na dobu dvou let prvním československým prezidentem.

## Pozadí
Tomáš Garrigue Masaryk byl spolu s Edvardem Benešem a Milanem Rastislavem Štefánikem hlavním představitelem československého odboje v zahraničí. Během první světové války vyjednal Masaryk sérii smluv s dohodovými mocnostmi a byl vůdcem Československých legií. V říjnu 1918 došlo ke schůzce představitelů domácího a zahraničního odboje ve švýcarské Ženevě, kde bylo potvrzeno, že se právě Masaryk stane prezidentem budoucího státu.

## Průběh volby
Ustavující schůze revolučního národního shromáždění se účastnilo celkem 256 poslanců. Schůzi vedl Karel Kramář, který ve svém úvodním projevu poděkoval osobnostem, které se zasloužily o vznik státu, Masarykovi, Benešovi, Štefánikovi a „Mužům 28. října.“ Neopomenul poděkovat Československým legiím a dohodovým mocnostem. Ve své řeči dále deklaroval ztrátu veškerých práv habsbursko-lotrinské dynastie na český trůn a vyhlásil republikánský charakter nového státu. Jako potvrzení republikánské formy státu požádal Kramář Národní shromáždění o zvolení Masaryka prvním prezidentem Československa.
A my svobodni a volni prohlašujeme, že náš stát československý jest svobodnou československou republikou. (Výborně! Sláva!) Hlučný potlesk.) A abychom doplnili všechno to, pak prosím Vás, abyste prvním presidentem Československé republiky zvolili Tomáše Masaryka. (Výborně! Sláva! Potlesk) Prohlašuji tedy professora dra. Tomáše G. Masaryka jednohlasně zvoleným presidentem Československé republiky.
Karel Kramář, 1. schůze Národního shromáždění československého.

Začátek schůze byl naplánován na 11:40 tak, aby se v okamžiku vyhlášení prezidentské volby po celé Praze rozezněly zvony, což se vzhledem k nabitému programu nestihlo. Začátek schůze také kvůli zpožděnému vlaku zmeškalo 40 slovenských poslanců, kteří zřejmě dorazili až po prezidentské volbě.

### Jak byl T. G. Masaryk informován
Masaryk obdržel telegram o zvolení prezidentem na obědě 16. listopadu 1918 před zasedáním Lawyers clubu v New Yorku, kam byl pozván jako hlavní čestný host z titulu prezidenta Středoevropské unie. Dalšími hosty zasedání byly např. Herbert Miller - předseda Středoevropské unie a Gilbert Hitchcock – předseda Výboru pro zahraniční vztahy Senátu Spojených států. Místní noviny tuto událost barvitě popsaly. Podle nich, k oznámení o zvolení prezidentem došlo na obědě v Klubu právníků, někdy mezi ústřicemi a rybami. Obdržel telegram a pokračoval v rozhovoru ještě několik minut, až pak se podíval na jeho obsah, načež ho strčil do kapsy a pokračoval v diskusi o přednostech polévky. Až o několik minut později se zmínil spolustolovníkům o tom, že Národní shromáždění, podle kabelogramu z Prahy cestou přes Bern, ho zvolilo prezidentem Czecho-Slovak Republic.

## Prezidentský slib
V době konání volby byl Masaryk ještě ve Spojených státech. V době Masarykovy nepřítomnosti převzala prezidentské funkce nově zvolená vláda jíž předsedal Karel Kramář. Do Prahy Masaryk dorazil až 21. prosince 1918. Ve dvě hodiny odpoledne pak rukou předsedy Národního shromáždění Františka Tomáška složil prezidentský slib.
František Tomášek: Slibujete jako president republiky Československé na svou čest a svědomí, že budete dbáti blaha republiky a lidu a šetřiti zákonů.
Masaryk: Slibuji.
13. schůze Národního shromáždění československého (stenozáznam).